# 陳一貫
陳一貫（1495年—？），字魯得，號五山，福建福州府福清縣人，民籍，明朝政治人物。

## 生平
嘉靖四年（1525年）乙酉科福建鄉試第五十二名舉人。嘉靖八年（1529年）中式己丑科會試第二百五十九名，登第三甲第二百零六名進士。授主事，歷员外郎、郎中，嘉靖二十年（1541年）任浙江杭州府知府。贬太仓州同知，二十五年升撫州府同知，二十八年致仕。

## 家族
曾祖陳祿；祖父陳寬；父陳誠，母林氏；繼母周氏。具慶下。